# Sveti Rok
Sveti Rok es una localidad de Croacia en el municipio de Lovinac, condado de Lika-Senj. Es el pueblo natal del político y escritor Mile Budak.

## Geografía
Se encuentra a una altitud de 569 m s. n. m. a 233 km de la capital nacional, Zagreb.

## Demografía
En el censo 2011 el total de población de la localidad fue de 279 habitantes.
| Gráfica de población de 1857-2011                                   |
|                                                                     |
| Según los censos de población de la oficina estadística de Croacia. |